# Ton van der Velden
Anthonius Maria Ton van der Velden (Vlaardingen, 1 juni 1952) is een Nederlands acteur.

## Filmografie
- Medisch Centrum West - Theo Dekker - (1991)
- In de Vlaamsche pot - Opkoper - Aflevering "Te gek ik heb een bootje" 1991
- Oppassen!!! - Rechercheur van der Wou - Aflevering "De kandelaar" (1992)
- Recht voor z'n Raab - (1993)
- Flodder - Keuringsarts - 1993
- Ha, die Pa! - Max Tempelman (Afl. Reisgezelschap, 1993)
- Goede tijden, slechte tijden - Mr. Ron Blokland, huisadvocaat familie Alberts - (diverse afleveringen, 1993-1996)
- Familie - Joop Populier (1994)
- Achter het scherm - Rol onbekend - (1995)
- Kees & Co - Raaymaaker - (1997)
- Toen was geluk heel gewoon - Kok van der Lande - (1997 - 2009)
- In de praktijk - Rol onbekend - (1998)
- Oppassen!!! - Oscar Louman - Aflevering "Henry's column" (1998)
- De geheime dienst - Rol onbekend - (2000)
- Westenwind - Ruud Wessels - (2000)
- Gemeentebelangen - Dhr. Koetier - (2002)
- Keyzer & de Boer advocaten - Speaking Messenger - (2006)
- Flikken Maastricht - Hubert - (2007)
- Verborgen gebreken - Hypotheekadviseur - (2009)
- Toen Was Geluk Heel Gewoon: De Film - Kok van der Lande - (2014)